# Francesc Tomàs Oliver
 Francesc Tomàs Oliver (Palma de Mallorca, 1850 – Madrid, 1903) fue un anarquista español, albañil de profesión, por lo que decía que el movimiento obrero tenía que ser liderado por «obreros con callos en las manos». Miembro de la Comisión Federal de la Federación Regional Española de la Asociación Internacional de Trabajadores (1870-1881) y de su sucesora la Federación de Trabajadores de la Región Española (1881-1888), es el autor de la primera historia de los inicios del anarquismo en España en forma de 16 artículos que aparecieron en Revista Social entre el 27 de diciembre de 1883 hasta el 15 de enero de 1885 con el título Del nacimiento de las ideas anárquico-colectivista en España.

## Biografía
Inicialmente fue miembro del Partido Republicano Federal y en 1869 ocupó el puesto de vicepresidente de la Escuela democrática federal de su ciudad natal, Palma de Mallorca. El 29 de diciembre de 1869 firmó un manifiesto a los trabajadores del Centro Federal de las sociedades obreras de Palma, de las que también era presidente. Poco después se adhiere a la AIT, por lo que es expulsado de la Escuela democrática federal.

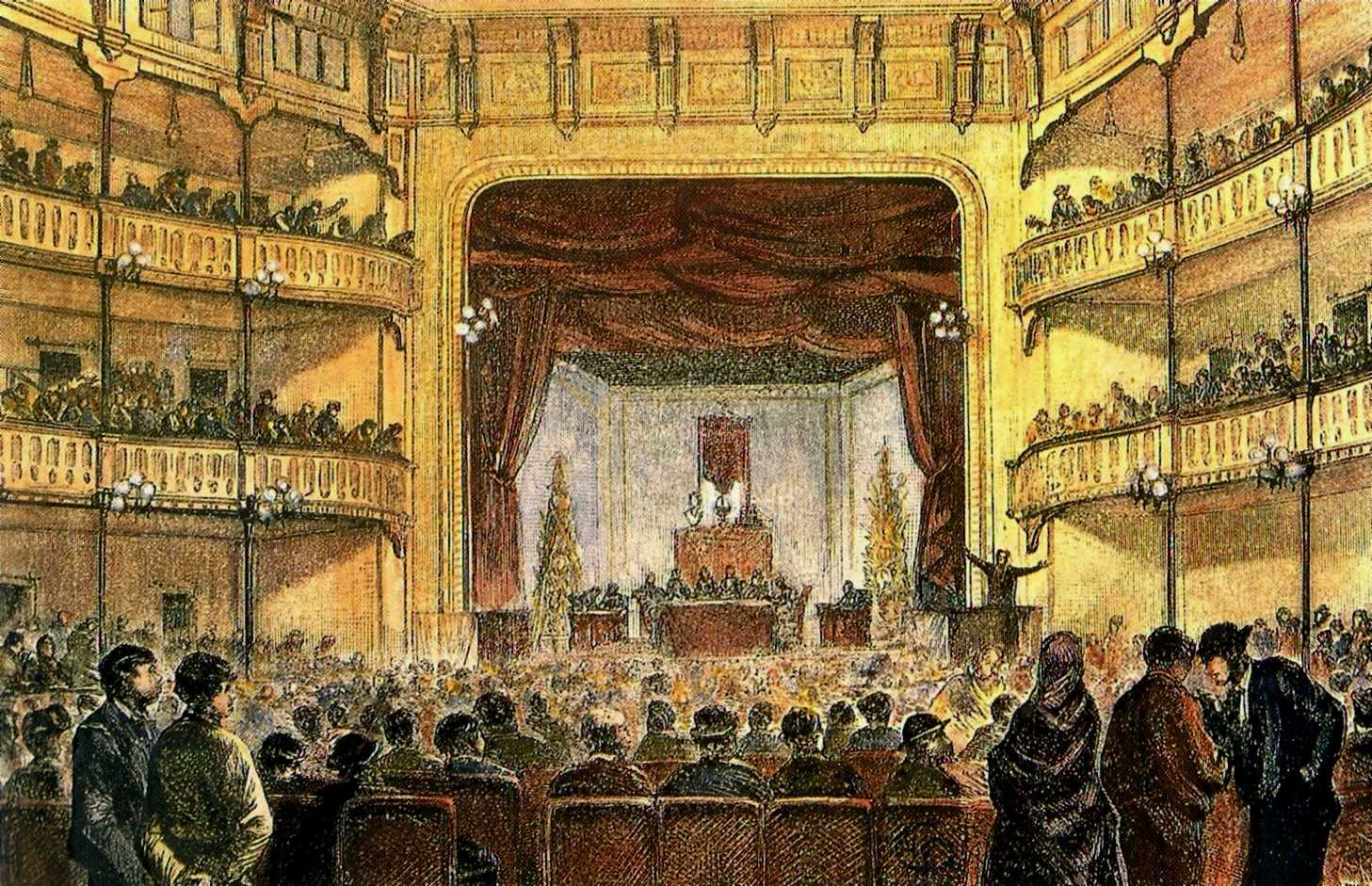
Un grabado del Congreso Obrero de Barcelona de 1870 en el que participó Francesc Tomàs en representación de Baleares.

Participó en representación de Baleares en el Congreso Obrero de Barcelona de 1870 del que surgió la Federación Regional Española FRE-AIT, asumiendo las tesis anarcocolectivistas de la bakuninista Alianza Internacional de la Democracia Socialista. Al año siguiente pasó cerca de cuatro meses en prisión por unos artículos suyos publicados en La Revolución Social en contra del rey de España Amadeo I.
Participó en la Conferencia de Valencia, asentándose en esa ciudad, y en el Congreso de Zaragoza, donde salió elegido para el Consejo Federal por la «comarca» (entiéndase región) Este. Fue reelegido en el Congreso de Córdoba por lo que intervino en la Revolució del petroli de Alcoy de julio de 1873 —formó parte de la comisión de la AIT que se reunió con el alcalde Agustí Albors—. Cuando las tropas estaban a punto de entrar en la ciudad, abandonó Alcoy para ir a Madrid junto con el resto de la Comisión Federal, de la que siguió formando parte durante el periodo de clandestinidad (1874-1881).
En 1881 fue elegido miembro de la Comisión federal de la nueva Federación de Trabajadores de la Región Española, siendo reelegido en el Congreso de Sevilla celebrado al año siguiente. Allí encabezó, junto a Josep Llunas, la oposición al ilegalismo y al anarcocomunismo. Tras abandonar la Comisión federal por la crisis interna que vivió la FTRE como consecuencia del asunto de La Mano Negra comenzó a escribir en La Revista Social la serie de artículos que formarían la primera historia de los inicios del anarquismo en España, y que serían publicados en forma de libro en La Coruña en 1893 con el título Del nacimiento de las ideas anarcocolectivistas en España. También escribió entre 1882 y 1884 Crónica de los Trabajadores de la Región Española.
Tras la desaparición de la FTRE se mantuvo fiel a sus ideas anarcocolectivistas y en 1900 fue elegido presidente de la sociedad obrera madrileña El Porvenir del Obrero. Siguió colaborando hasta su muerte en 1903 en publicaciones anarquistas como Tierra y Libertad.